# Heliographa papuensis
Heliographa papuensis är en tvåvingeart som beskrevs av Shinonaga och Adrian C. Pont 1988. Heliographa papuensis ingår i släktet Heliographa och familjen husflugor. Inga underarter finns listade i Catalogue of Life.